# Břetislav Novák
Břetislav Novák (ur. 1956) – czechosłowacki skoczek narciarski.
Na przełomie 1974 i 1975 roku wziął udział w 23. Turnieju Czterech Skoczni. Wystąpił w czterech konkursach, zajmując 46. miejsce w Oberstdorfie, 40. w Garmisch-Partenkirchen, 43. w Innsbrucku i 40. w Bischofshofen. W klasyfikacji turnieju osiągnął 41. lokatę.
Sześciokrotnie wystąpił w Pucharze Świata. W debiucie w zawodach tej rangi, 26 stycznia 1980 roku w Zakopanem, zajął szóste miejsce i zdobył jedyne w karierze punkty do klasyfikacji generalnej PŚ. Dało mu to 69. miejsce w klasyfikacji 1979/1980, ex aequo z Christerem Karlssonem i Janem Erikiem Strømbergiem.
W marcu 1980 roku wziął udział w Tygodniu Lotów Narciarskich w Harrachovie, zajmując w kolejnych konkursach: 42., 33. i 26. miejsce, które dały mu 37. pozycję w klasyfikacji łącznej. Startował również sześciokrotnie w Turnieju Czeskim (najlepszy wynik w klasyfikacji łącznej osiągnął w 1980 roku, kiedy zajął siódme miejsce) i trzykrotnie w Pucharze Przyjaźni (najlepsza lokata – szóste miejsce w 1977 roku)
Kilkukrotnie startował również w zawodach Pucharu Europy, jednak ani razu nie zdobył punktów do klasyfikacji generalnej.
W marcu 1973 roku zajął czwarte miejsce w konkursie indywidualnym o mistrzostwo Europy juniorów w Toksowie. Rok później w zawodach tej rangi w Autrans był ósmy. W 1978 roku uplasował się na dziesiątym miejscu podczas zimowej uniwersjady w Szpindlerowym Młynie.

## Osiągnięcia

### Puchar Świata

#### Miejsca w klasyfikacji generalnej
| Sezon     | Miejsce |
| --------- | ------- |
| 1979/1980 | 69.     |

#### Miejsca w poszczególnych konkursach Pucharu Świata
| Sezon 1979/1980                                                                        |                        |                        |               |               |         |              |             |             |          |          |              |              |              |             |           |              |       |       |       |       |         |         |                     |                     |        |        |        |        |        |        |        |        |        |        |        |        |        |        |        |        |        |        |
| Cortina d'Ampezzo                                                                      | Oberstdorf             | Garmisch-Partenkirchen | Innsbruck     | Bischofshofen | Sapporo | Sapporo      | Thunder Bay | Thunder Bay | Zakopane | Zakopane | Saint-Nizier | Saint-Nizier | Sankt Moritz | Gstaad      | Engelberg | Vikersund    | Lahti | Lahti | Falun | Oslo  | Planica | Planica | Szczyrbskie Jezioro | Szczyrbskie Jezioro | punkty |        |        |        |        |        |        |        |        |        |        |        |        |        |        |        |        |        |
| -                                                                                      | -                      | -                      | -             | -             | -       | -            | -           | -           | 6        | 20       | -            | -            | -            | -           | -         | -            | -     | -     | -     | -     | -       | -       | 40                  | 35                  | 10     |        |        |        |        |        |        |        |        |        |        |        |        |        |        |        |        |        |
| Sezon 1980/1981                                                                        |                        |                        |               |               |         |              |             |             |          |          |              |              |              |             |           |              |       |       |       |       |         |         |                     |                     |        |        |        |        |        |        |        |        |        |        |        |        |        |        |        |        |        |        |
| Oberstdorf                                                                             | Garmisch-Partenkirchen | Innsbruck              | Bischofshofen | Harrachov     | Liberec | Sankt Moritz | Gstaad      | Engelberg   | Ironwood | Ironwood | Sapporo      | Sapporo      | Thunder Bay  | Thunder Bay | Chamonix  | Saint-Nizier | Lahti | Lahti | Falun | Bærum | Oslo    | Planica | Planica             | punkty              | punkty | punkty | punkty | punkty | punkty | punkty | punkty | punkty | punkty | punkty | punkty | punkty | punkty | punkty | punkty | punkty | punkty | punkty |
| -                                                                                      | -                      | -                      | -             | 51            | 37      | -            | -           | -           | -        | -        | -            | -            | -            | -           | -         | -            | -     | -     | -     | -     | -       | -       | -                   | 0                   | 0      | 0      | 0      | 0      | 0      | 0      | 0      | 0      | 0      | 0      | 0      | 0      | 0      | 0      | 0      | 0      | 0      | 0      |
| Legenda                                                                                |                        |                        |               |               |         |              |             |             |          |          |              |              |              |             |           |              |       |       |       |       |         |         |                     |                     |        |        |        |        |        |        |        |        |        |        |        |        |        |        |        |        |        |        |
| 1 2 3 4-10 11-15 poniżej 15 - – zawodnik nie wystartował lub zajął miejsce poniżej 15. |                        |                        |               |               |         |              |             |             |          |          |              |              |              |             |           |              |       |       |       |       |         |         |                     |                     |        |        |        |        |        |        |        |        |        |        |        |        |        |        |        |        |        |        |

### Mistrzostwa Europy juniorów
- Indywidualnie
  - 1973 Toksowo – 4. miejsce
  - 1974 Autrans – 8. miejsce[2]

### Uniwersjada
- Indywidualnie
  - 1978 Szpindlerowy Młyn – 10. miejsce[2]